# Giancarlo Bergamini
Giancarlo Bergamini (* 2. August 1926 in Mailand; † 4. Februar 2020 in Lanzo d’Intelvi) war ein italienischer Florettfechter. Er wurde Olympiasieger und Weltmeister.

## Erfolge
Giancarlo Bergamini wurde 1958 im Einzel Weltmeister. Eine weitere Medaille gewann er 1954 mit Bronze. Im Mannschaftswettbewerb sicherte er sich 1954 in Luxemburg sowie 1955 in Rom den Titel. Darüber hinaus wurde er mit ihr dreimal Vizeweltmeister und landete zweimal auf dem Bronzerang. Bei den Olympischen Spielen 1952 in Helsinki erreichte er im Einzel die Finalrunde, die er mit 2:6-Siegen auf dem siebten Platz abschloss. Auch mit der Mannschaft zog er in die Finalrunde ein, in der sich die italienische Equipe lediglich Frankreich geschlagen geben musste und Silber gewann. Vier Jahre darauf in Melbourne war er wiederum in beiden Wettbewerben im Finale. Im Einzel gewann er fünf seiner sieben Gefechte und erreichte damit den zweiten Platz. Noch erfolgreicher verlief der Mannschaftswettbewerb, in dem Italien diesmal Frankreich hinter sich ließ und Olympiasieger wurde.